# Centrica
Centrica este o companie britanică de utilități, cu o cifră de afaceri de 16,45 miliarde £ în anul 2006.